# Kaproun obecný
Kaproun obecný (Amia calva) je primitivní paprskoploutvá ryba, jediný žijící zástupce čeledi kaprounovití (Amiidae) i řádu kaprouni (Amiiformes). Jsou to velké (až metr dlouhé) dravé ryby ze sladkých vod východní části Severní Ameriky. Kaproun je označován za živoucí fosilii, jeho předkové jsou doloženi již v mezozoiku. Dožívá se až 33 let. Pro svoji sílu a bojovnost je oblíbenou sportovní rybou. Maso kaprouna je měkké a v kuchyni se využívá jen zřídka. Častým parazitem kaprounů je červok.

## Výskyt
Kaprouni obecní jsou domovem ve východní části Severní Ameriky, od Velkých jezer až po Mexický záliv. Žijí v pomalu tekoucích a bažinatých biotopech, které mají zvláště v létě nižší obsah kyslíku. V takových situacích dýchají kaprouni obecní vzdušný kyslík pomocí plynového měchýře.